# Castillo de Loevestein
El Castillo de Loevestein (en neerlandés: Slot Loevestein) es un castillo medieval construido por el caballero Dirc Loef van Horne (de ahí "Loef Stein" [piedra] casa) entre 1357 y 1397. Perteneciente a los Países Bajos Españoles durante la guerra de los Ochenta Años fue ocupado entre el 9 y el 19 de diciembre de 1570 por los Mendigos del mar, que lo tomaron definitivamente el 27 de junio de 1572.
Desde 1619 fue una prisión para presos políticos. Un preso famoso fue Hugo Grocio, abogado, poeta y político, a menudo citado como «padre del derecho internacional», que cumplía una polémica condena de cadena perpetua. En 1621, su esposa Maria van Reigersberch, que también se alojaba en el castillo, le facilitó la fuga.
Hasta la Segunda Guerra Mundial el castillo de Loevestein fue parte de la Nieuwe Hollandse Waterlinie, la línea principal de defensa holandesa que se basada en la inundación de un espacio de tierra al sur y al este de las provincias occidentales. En la actualidad el castillo es utilizado como museo medieval y centro funcional.